# حاجی آقامعلی کندی
حاجی اقامعلی کندی یک روستا در ایران است که در دهستان قشلاق جنوبی واقع شده‌است. حاجی اقامعلی کندی ۴۸ نفر جمعیت دارد.